# Carte graphique
Une carte graphique ou carte vidéo (anciennement, par abus de langage, une carte VGA), ou encore un adaptateur graphique, est un périphérique graphique ou carte d'extension d’ordinateur dont le rôle est de produire une image affichable sur un écran.
La carte graphique envoie à l’écran des images stockées dans sa propre mémoire, à une fréquence et dans un format qui dépendent d’une part de l’écran branché et du port sur lequel il est branché (grâce au plug and play, PnP) et de sa configuration interne d’autre part.

## Historique
Autrefois, avant l'utilisation des écrans, les sorties pouvaient s'effectuer sur imprimantes (print) ou terminal.

### Du texte aux graphiques tridimensionnels
Les premières cartes graphiques ne permettaient, au début de l'ère informatique, qu’un affichage en 2D et se connectaient sur un port Industry Standard Architecture (ISA) 8 bits ; c'étaient les cartes Monochrome Display Adapter (MDA), le plus souvent une carte « Hercules ». Bien que dénommées « cartes graphiques », elles n'affichaient, en monochrome, que de simples caractères codés sur 8 bits, dont une partie étaient des caractères semi-graphiques, ; complété par les séquences d'échappement, l'adressage direct en mode ASCII permettait de créer une interface semi-graphique, qui était encore utilisée au démarrage par le BIOS de la plupart des ordinateurs en 2012.
Les premières cartes graphiques pouvant adresser un point individuel de l'affichage ne sont apparues qu'en 1981 pour le grand public, avec les cartes CGA (Color Graphic Adapter), qui permettaient un adressage de points dans une résolution de 320 colonnes sur 200 lignes en 4 couleurs différentes. Apparaissent alors une succession de cartes destinées au graphisme sur ordinateur poussant de plus en plus loin le nombre de lignes et de colonnes adressables, ainsi que le nombre de couleurs pouvant être affichées (EGA puis VGA) ; ce sont les modes graphiques utilisables. De plus en plus de fonctions, jusque-là assurées par le microprocesseur, sont petit à petit abandonnées au contrôleur graphique de ces cartes, comme le tracé de lignes, de surfaces pleines, de cercles ; fonctions primitives très utiles pour accompagner la naissance des systèmes d'exploitation basés sur des interfaces graphiques et en accélérer l'affichage, elles annoncent le dessin vectoriel.
Le système des sprites a eu une importance telle dans la programmation de jeux vidéo qu'il a fait l'objet de circuits dédiés sur toutes les consoles de jeux ainsi que sur certains ordinateurs comme l'Atari XL, le C64, l'Amiga, les MSX. Par contre, en leur absence, il fallait par la programmation émuler le fonctionnement de ces circuits notamment sur l'Amstrad CPC, les TO7 et MO5 de Thomson, le ZX Spectrum de Sinclair, l'Oric 1 et l'Oric Atmos, l'Atari ST, ainsi que sur les premiers compatibles PC et l'Apple Macintosh.
De cette époque datent différents standards informatiques qui permettent une interopérabilité (partielle) du matériel et des logiciels dans les cas pris en charge par le Video Electronics Standards Association, et le VESA BIOS Extensions, notamment sur les modes vidéos textes et les modes vidéos graphiques les plus courants.
Avec l'évolution des techniques, le port ISA est remplacé par le port PCI pour augmenter la vitesse de transfert entre le processeur et la carte graphique. En plus des cartes graphiques d'affichage en 2D, apparaissent dans les années 1990 des cartes destinées à la gestion et l'affichage d'éléments représentés en 3D, comme les cartes 3DFX. Puis apparurent les cartes graphiques 2D-3D ayant l’avantage de n’occuper qu’un seul connecteur AGP ou PCI au lieu de deux (avant 1998). En effet, jusqu’alors, les cartes 2D étaient proposées séparément des cartes dites accélératrice 3D, chacune ayant un processeur graphique spécifique. Depuis la sortie des premières cartes 2D/3D intégrées par ATI en 1996, toutes les cartes graphiques modernes gèrent la 2D et la 3D au sein d'un seul circuit intégré.

### Fonctions

#### Depuis 1995: 3D

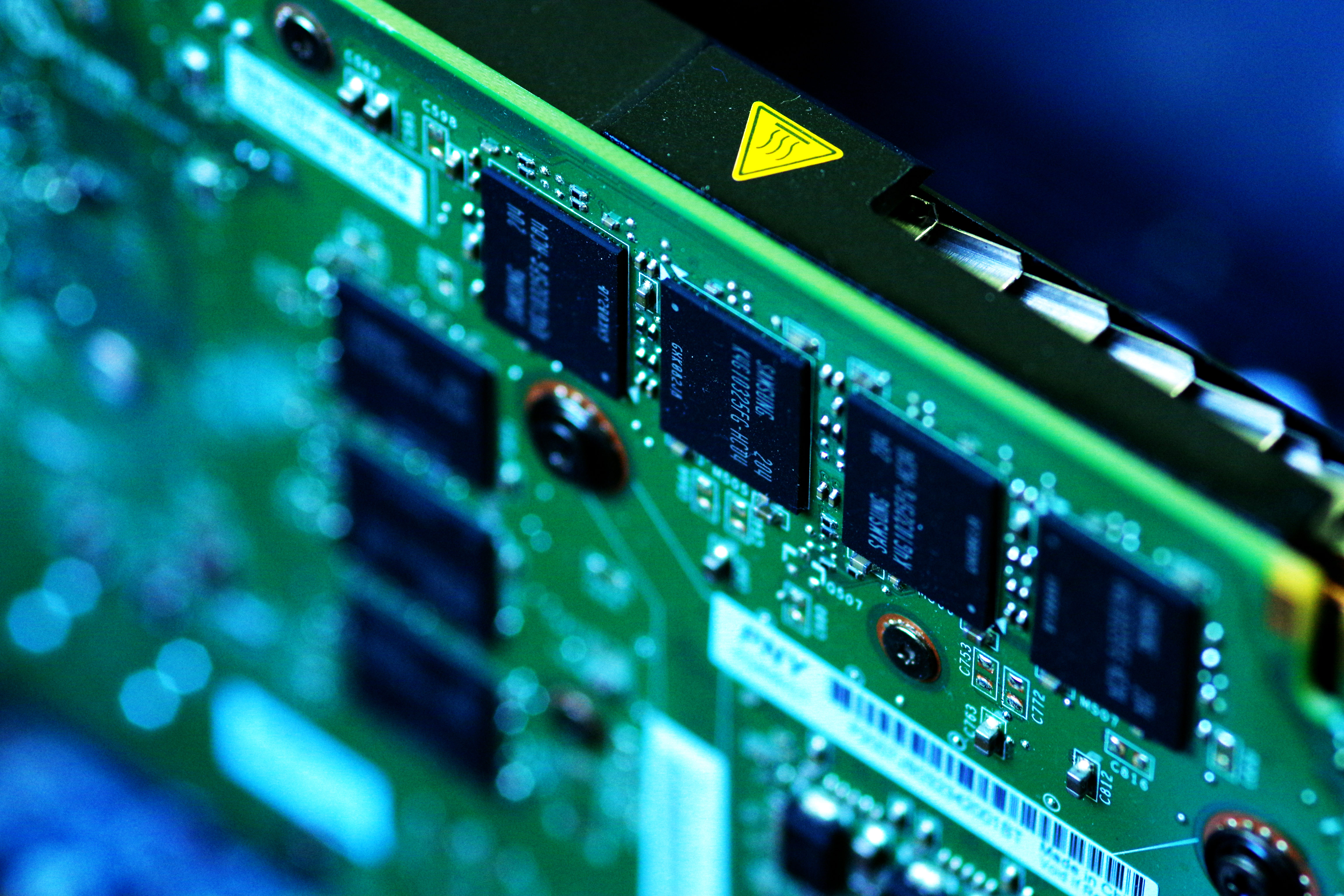
Exemple de carte graphique Nvidia Quadro destinée à des professionnels.

Depuis la fin des années 1995, les cartes graphiques ont fortement évolué. Initialement, la fonction essentielle d’une carte graphique est de transmettre à l’écran les textes puis les images produits. C’est encore sa fonction principale sur beaucoup de machines à vocation bureautique où l’affichage d’images en 3D n’offre que peu d’intérêt. Toutefois, aujourd’hui, même les cartes graphiques les plus simples gèrent aussi le rendu d’images en 3D. C’est une activité très coûteuse en termes de calculs et en termes de bande passante mémoire. Le GPU (pour Graphical Processing Unit) est donc devenu un composant très complexe, très spécialisé et presque imbattable dans sa catégorie (rendu d’images en 3 dimensions). Hormis pour les jeux vidéo ou quelques usages en infographie, les possibilités des cartes graphiques ne sont que très peu exploitées en pratique. Ainsi, ce sont essentiellement les joueurs qui achètent et utilisent des GPU de plus en plus puissants.
Dès 1996, les cartes graphiques commencent à intégrer des fonctions de décompression vidéo, comme pour la Rage-Pro du fabricant ATI qui intègre déjà en 1996 certaines fonctions de décompression des flux MPEG2.
Sous des appellations variées, se sont depuis développées des technologies qui permettent de soulager le processeur de la charge incombant à la décompression d'une image 25 (PAL/SECAM) ou 30 (NTSC) fois par seconde dans des définitions toujours plus élevées. La prise en charge partielle, ou totale, par les GPU des flux vidéo permet le visionnage de films en haute définition sur des plateformes matérielles aux ressources processeur relativement modestes ; ce qui serait impossible sans eux au regard du nombre d'informations à traiter presque simultanément.

#### Depuis 2000: capacité de calcul
Depuis les années 2000, la puissance de calcul des cartes graphiques est devenue tellement importante pour un coût finalement très réduit que les scientifiques sont de plus en plus nombreux à vouloir en exploiter le potentiel dans d’autres domaines. Il peut s’agir de faire tourner des simulations de modèles météo, financiers ou toute opération parallélisable et nécessitant une très grande quantité de calcul. Nvidia et ATI/AMD, les deux principaux fabricants de cartes graphiques haute performance grand public, proposent chacun des solutions propriétaires afin de pouvoir utiliser leur produit pour du calcul scientifique ; pour Nvidia, on peut se référer au projet CUDA et pour AMD au projet ATI Stream. On parle à ce titre de General-purpose processing on graphics processing units (ou GPGPU).

#### Tendance récente: cartes portables et carte son
De nos jours, des modèles mobiles[Quoi ?] ont été créés pour être embarqués dans les ordinateurs portables. Ce sont des cartes souvent dérivées de leurs équivalents de bureaux avec des unités en moins, une fréquence inférieure, etc.
Les cartes graphiques modernes font parfois office de cartes son grâce à leurs sorties son intégrées aux sorties vidéos classiques, comme pour le HDMI. Les pilotes peuvent alors être adaptés pour gérer le son, via l'onglet audio des pilotes Catalyst par exemple. Cette nouvelle fonction s'est développée grâce à l'ajout de haut-parleurs sur les écrans.

## Composants

### Processeur graphique

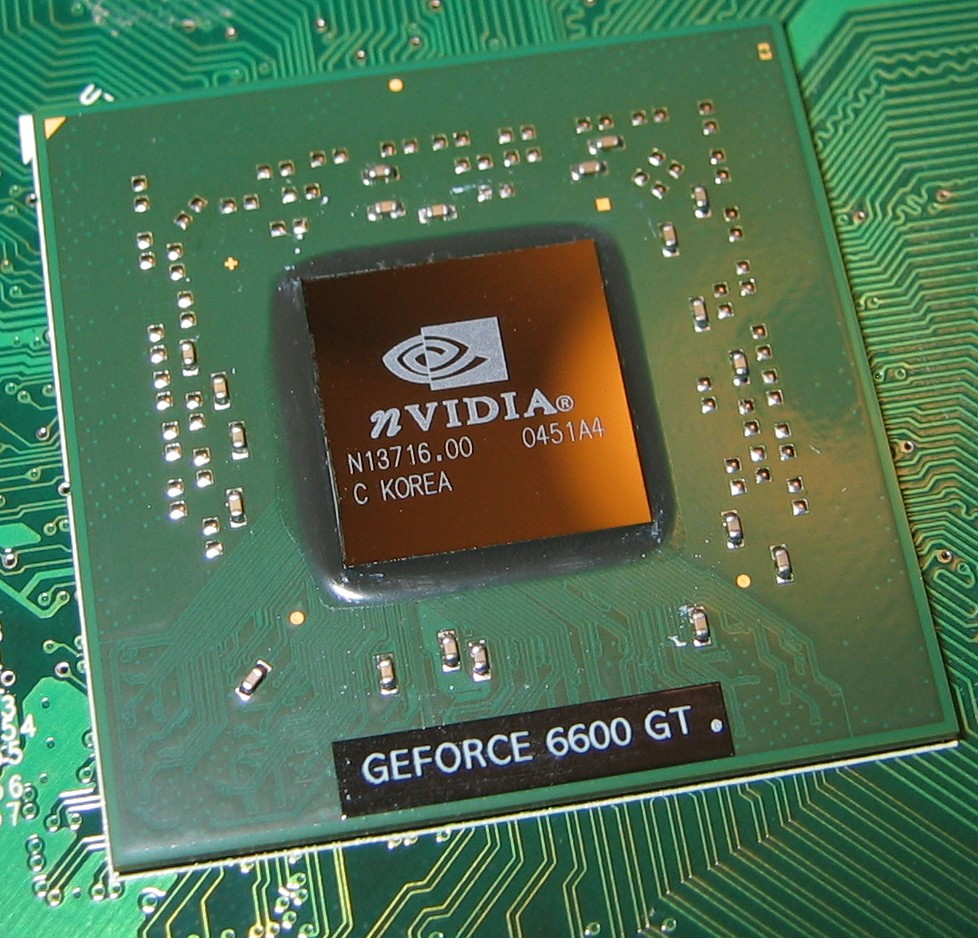
Le processeur graphique NV43 d’une GeForce 6600 GT.

Le processeur graphique (GPU pour Graphical Processing Unit, ou encore VPU pour Visual Processing Unit en anglais) sert à libérer le microprocesseur de la carte mère en prenant en charge les calculs spécifiques à l’affichage et la coordination de graphismes 3D ou la conversion d'espaces colorimétriques YCbCr vers RGB ; quand ce ne sont pas des fonctions vectorielles permettant la reconstruction d'images compressées de certains flux vidéo comme le H.264. Cette division des tâches entre les deux processeurs libère le processeur central de l’ordinateur et en augmente d’autant la puissance apparente.
Le processeur graphique est souvent muni de son propre radiateur ou ventilateur pour évacuer la chaleur qu’il produit.

### Mémoire vidéo
La mémoire vidéo conserve les données numériques qui doivent être converties en images par le processeur graphique et les images traitées par le processeur graphique avant leur affichage. Toutes les cartes graphiques supportent deux méthodes d’accès à leur mémoire. L’une est utilisée pour recevoir des informations en provenance du reste du système, l’autre est sollicitée pour l’affichage à l’écran. La première méthode est un accès direct conventionnel (RAM) comme pour les mémoires centrales, la deuxième méthode est généralement un accès séquentiel à la zone de mémoire contenant l’information à afficher à l’écran.
La capacité de mémoire de la plupart des cartes vidéo modernes va de 2 Go avec jusqu'à 32 Go au cours des dernières années 2010. Les applications graphiques sont de plus en plus puissantes et répandues, étant donné que la mémoire vidéo doit être accessible par le GPU et les circuits d'affichage, elle utilise souvent une mémoire spéciale haute vitesse ou multi-port, telle que VRAM, WRAM, SGRAM, etc. Vers 2003, la mémoire vidéo était généralement basée sur la technologie DDR. Les fabricants sont passés depuis à la DDR2, GDDR3, GDDR4, GDDR5, puis GDDR6.

### RAMDAC
Le RAMDAC (Random Access Memory Digital-to-Analog Converter) convertit les images stockées dans la mémoire vidéo en signaux analogiques à envoyer à l’écran de l’ordinateur.
Il est devenu inutile avec les sorties DVI (numériques).

### BIOS vidéo
Le BIOS vidéo est à la carte graphique ce que le BIOS est à la carte mère. C’est un petit programme enregistré dans une mémoire morte (ROM, pour read-only memory) qui contient certaines informations sur la carte graphique (par exemple, les modes graphiques supportés par la carte) et qui sert au démarrage de la carte graphique.

### Connexion à la carte mère
La connexion à la carte mère se fait grâce a un port greffé sur un bus. Au cours des années, plusieurs technologies se sont succédé pour satisfaire les besoins de vitesse de transfert sans cesse croissants des cartes graphiques :
- la première technologie utilisée fut la technologie ISA, utilisée à partir de 1984 pour adjoindre des cartes disposant de plus de mémoire vidéo que les cartes standard fournies par les manufacturiers d’ordinateurs ou des cartes utilisant des jeux d’instructions destinés à accélérer l’affichage des fenêtres ;
- Le MCA (Micro Channel Architecture) était un bus proposé par IBM en 1987 en amélioration du bus ISA, alias PC/AT. Les cartes ISA n'étaient cependant pas compatibles avec le bus MCA.
- Le Bus EISA est une évolution du bus ISA (de 16 bits) vers un bus de 32 bit. Ce standard est apparu en septembre 1988.
- Le NuBus est un bus informatique parallèle 32 bits, initialement développé au MIT, sélectionné par Apple Computer pour être utilisé dans le projet Macintosh II pour l'intégration de cartes graphiques.
- certains PC à base de 80486 ont utilisé le bus VLB (Vesa Local Bus), mais ce type de bus fut rapidement abandonné en raison de sa trop grande spécificité ;
- avec l’arrivée des premiers processeurs Pentium en 1994, on utilise ensuite l’interface PCI ;
- le bus AGP apparu en mai 1997 fut supplanté par le bus série PCI Express, apparu en 2004 ;
- le PCI Express qui permet d’atteindre le débit de données bi-directionnelles pour le PCI-Express 2.0 de 500 Mo/s est destiné à remplacer tous les connecteurs d’extension internes d’un PC, dont le PCI et l’AGP ; Il spécifie un bus local série (« bus PCI express »).

|                                       | PCI-Express 1.x | PCI-Express 2.x | PCI-Express 3.x | PCI-Express 4.x | PCI-Express 5.x | PCI-Express 6.x |
| ------------------------------------- | --------------- | --------------- | --------------- | --------------- | --------------- | --------------- |
| Année d'introduction                  | 2003            | 2007            | 2012            | 2017            | 2019            | 2021 (planifié) |
| Fréquence                             | 100 MHz         | 100 MHz         | 100 MHz         | 100 MHz         | 100 MHz         | 100 MHz         |
| Puissance max délivrée (12 V + 3,3 V) | 75 watts        | 75 watts        | 75 watts        | 75 watts        | 75 watts        | 75 watts        |
| Bande passante                        | 2,5 GT/s        | 5 GT/s          | 8 GT/s          | 16 GT/s         | 32 GT/s         | 64 GT/s         |
| Débit par ligne                       | 250 Mo/s        | 500 Mo/s        | 984,6 Mo/s      | 1969,2 Mo/s     | 3938 Mo/s       |                 |
| Débit pour 16 lignes                  | 4 Go/s          | 8 Go/s          | 15,754 Go/s     | 31,508 Go/s     | 63,02 Go/s      |                 |

- Avec le bus USB, de nouvelles cartes graphiques externes sont commercialisées, qui profitent du haut débit qu’offre le bus USB dans sa version 2; elles n'arriveront à pleine maturité qu'avec l'USB version 3, permettant d'afficher un nombre d'images par seconde suffisant pour permettre l'affichage de vidéos en mode plein écran.

D’autres types de connexions existent dans d’autres architectures d’ordinateurs, on pourra citer par exemple le bus VME ; mais ce sont des technologies peu répandues et réservées au monde de l’informatique professionnelle et de l’industrie.

### Connectique

#### Interfaces analogiques

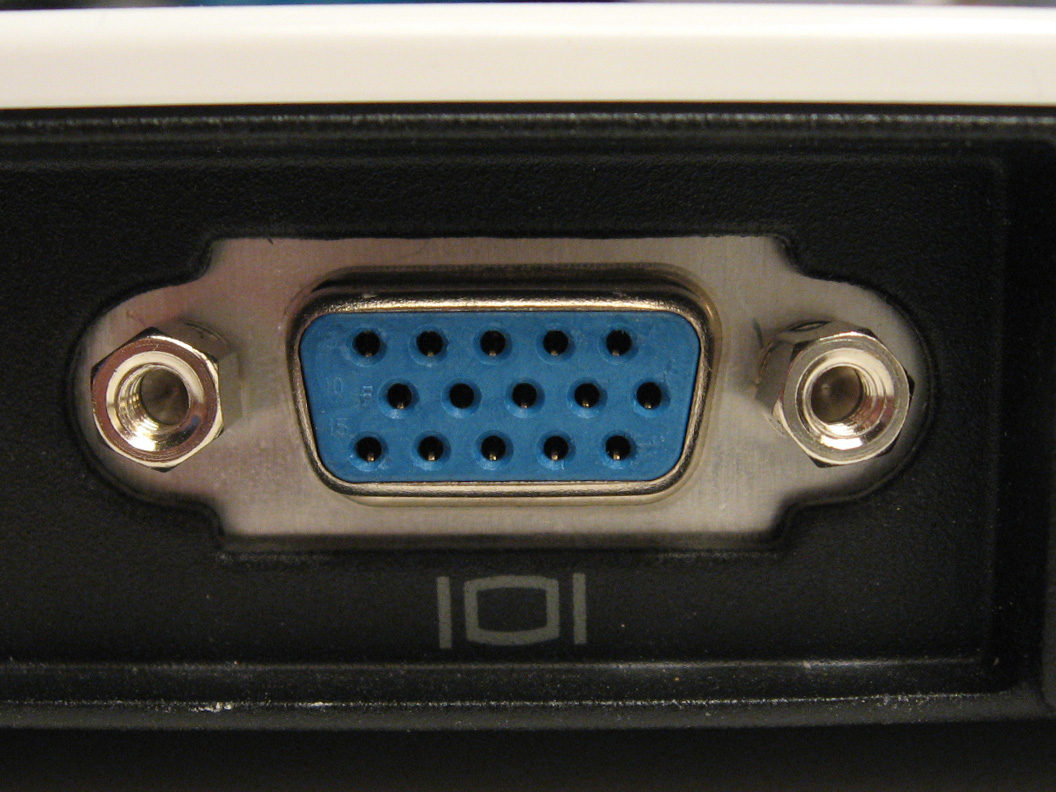
connecteur VGA

- L’interface VGA standard : les cartes graphiques sont la plupart du temps équipées d’un connecteur VGA 15 broches (Mini Sub-D, composé de 3 séries de 5 broches), généralement de couleur bleue, permettant notamment la connexion d’un écran CRT ou LCD. Ce type d’interface permet d’envoyer à l’écran 5 signaux analogiques correspondant aux composantes rouges, vertes et bleues de l’image ainsi que les signaux de synchronisation horizontaux et verticaux (R G B H V).

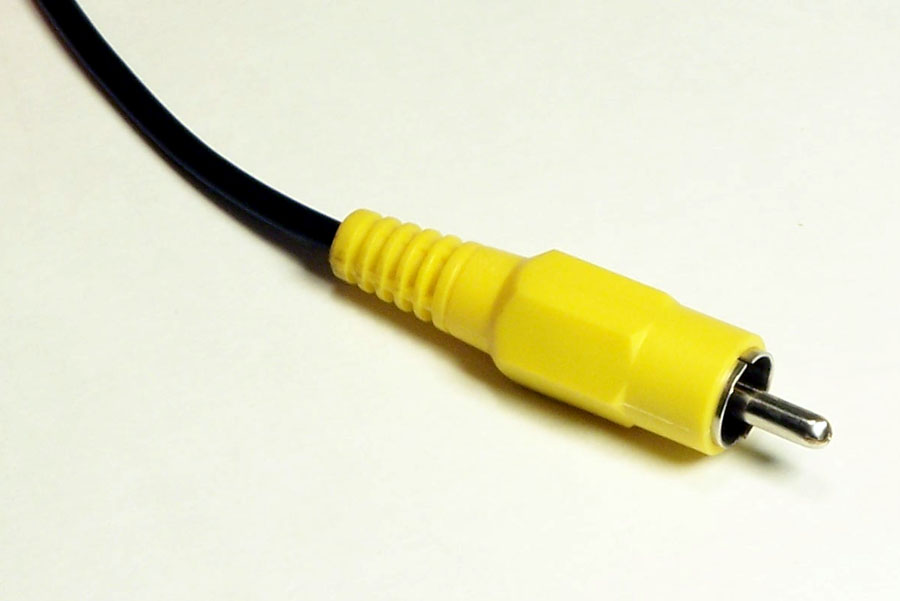
Câble vidéo composite

- L’interface Vidéo composite : pour la sortie sur un simple téléviseur ou un magnétoscope.

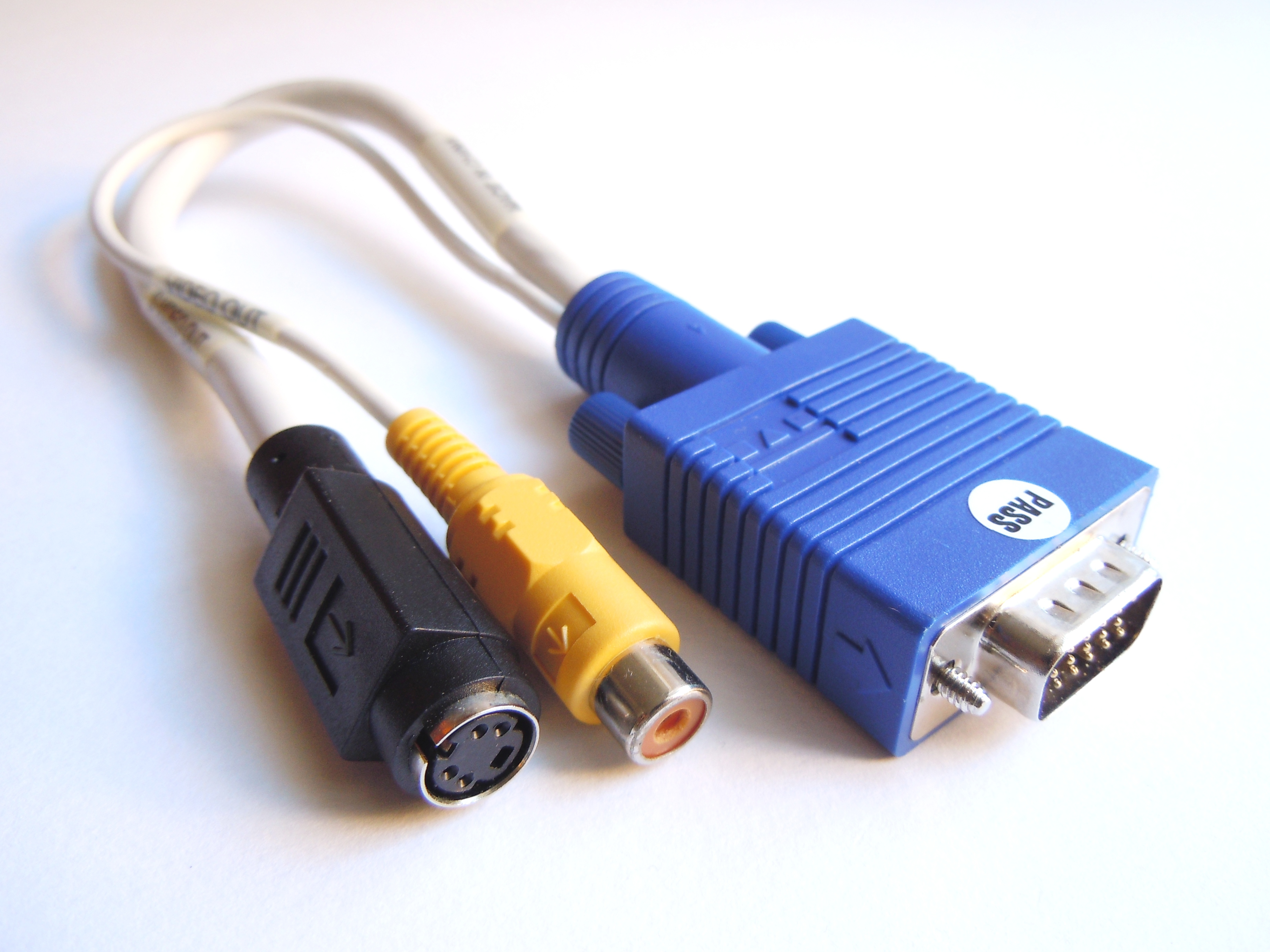
Adaptateur VGA vers S-Video et Composite

- L’interface S-Vidéo : de nombreuses cartes étaient équipées d’une prise S-Vidéo permettant d’afficher ce signal sur une télévision ou un vidéoprojecteur compatible.

Les interfaces analogiques tendent progressivement à disparaître au bénéfice des interfaces numériques (mars 2011). Bien que l'on trouve encore les signaux analogiques présents sur certaines broches des interfaces DVI, ce qui permet la transformation d'un connecteur DVI en connecteur VGA par un simple adaptateur passif : cette adaptation n'est plus possible avec les interfaces purement digitales comme les interfaces HDMI sans composants actifs.

#### Interfaces numériques

Connecteur DVI

Connecteur HDMI

Connecteur DisplayPort

L’interface DVI (Digital Video Interface), présente sur certaines cartes graphiques, permet d’envoyer, aux écrans le supportant, des données numériques. Ceci permet d’éviter des conversions numérique-analogique, puis analogique-numérique, inutiles. Une interface HDMI permettant de relier la carte à un écran haute définition en transmettant également la partie audio (polyvalent, ce format est le remplaçant de la péritel). Le signal est un signal purement numérique. Une interface DisplayPort, une interconnexion digitale audio/vidéo de nouvelle génération, sans droit ni licence, est la seule interface à pouvoir garantir un flux 4K à 60 Hz nativement. À noter que le DVI et le HDMI peuvent supporter les DRM.
Les modèles des années 2000-2010 associaient généralement deux types d’interfaces : une interface pour la télévision (S-Vidéo ou HDMI) avec une interface pour écran d’ordinateur (VGA ou DVI). Dans le cas des interfaces analogiques, certaines lignes des signaux servent à transmettre des informations concernant certaines données spécifiques à l'écran utilisé. L'écran peut transmettre des informations comme la définition optimale et ses taux limites de rafraichissement. Cela permet de renseigner intelligemment le système d'exploitation sur la meilleure définition à afficher par exemple (voir DDC pour les informations concernant les informations transmises). Dans le cas des interfaces numériques, des informations sont échangées entre l'écran et la carte graphique afin d'assurer les mêmes fonctions qu'en analogique; avec eux, transitent par la même occasion certaines informations concernant des fonctionnalités supplémentaires, de protection anti-copies par exemple, ou les capacités de transport de son au format numérique.

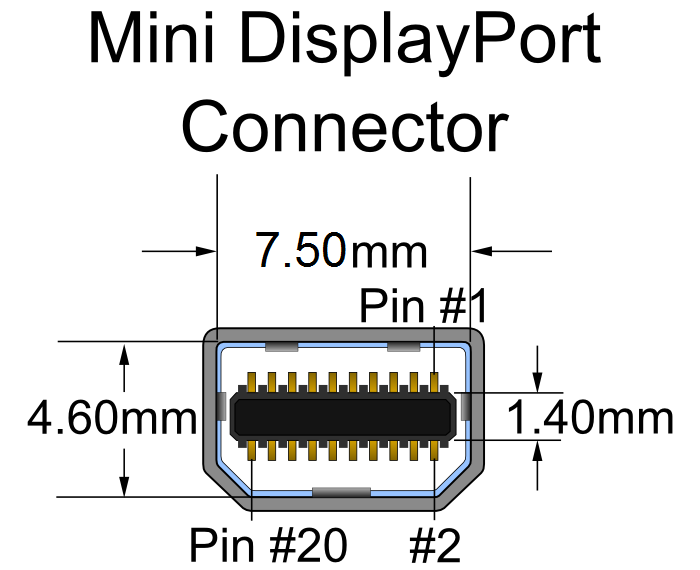
Connecteur Mini DisplayPort

Le DisplayPort apparu en 2008 est capable de supporter des résolutions jusqu'à 3840x2160@30Hz et 2560x1600@60Hz dans la version 1.1 (vitesse 8,64 Gb/s), 3840x2160@60Hz (vitesse 17,28 Gb/s) dans la version 1.2, 5120x2880@60Hz et 7680x4320@ 30 Hz (vitesse 25,92 Gb/s) dans la version 1.3 et 7680x4320@60Hz et 3840x2160@120Hz dans la version 1.4.

Connecteur USB Type-C

À partir de 2016 le connecteur Mini DisplayPort est progressivement retiré des nouvelles machines pour être remplacé par des connecteurs USB Type-C Thunderbolt, qui intègrent, outre l'interface DisplayPort, des fonctions de transfert de données inhérentes à la norme USB, voire des fonctions d'alimentation électrique (un écran externe pouvant ainsi être alimenté et recevoir le flux vidéo par un seul câble).

## Quantification de la mémoire vidéo
La quantité de mémoire vidéo nécessaire pour stocker l’image à afficher dépend de la définition choisie pour l'affichage.
Le nombre de couleurs est fonction du nombre de bits utilisés pour le codage de la couleur.
| Nombre de bits | Nombre de couleurs      | Nombre de couleurs         |
| -------------- | ----------------------- | -------------------------- |
| 1              | {\displaystyle 2^{1}=}  | 2                          |
| 4              | {\displaystyle 2^{4}=}  | 16                         |
| 8              | {\displaystyle 2^{8}=}  | 256                        |
| 15             | {\displaystyle 2^{15}=} | 32 768                     |
| 16             | {\displaystyle 2^{16}=} | 65 536                     |
| 24             | {\displaystyle 2^{24}=} | 16 777 216                 |
| 32             | {\displaystyle 2^{32}=} | 4 294 967 296              |
| 48             | {\displaystyle 2^{48}=} | 281 474 976 710 656        |
| 64             | {\displaystyle 2^{64}=} | 18 446 744 073 709 551 616 |

La quantité de mémoire nécessaire est le nombre de pixels utiles multiplié par le nombre de bits pour la couleur par pixel. Le tout est divisé par huit pour passer en octets (1 octet = 8 bits).
| Exemple  | Calcul de la quantité de mémoire nécessaire pour afficher avec une définition de 640 × 480 et 16 couleurs ({\displaystyle 2^{4}}).           |
| Solution | Quantité de mémoire = {\displaystyle {\frac {(640\times 480)\times 4}{8}}{\frac {\text{bits}}{\text{bits/octet}}}=153\;600} octets = 150 kio |
| Rappel   | 1 Kio = 1 024 octets → {\displaystyle {\frac {153\;600}{1\;024}}=150}                                                                        |

| Définition en pixels   | 16 couleurs | 256 couleurs | 32 768 couleurs | 65 536 couleurs | 16 777 216 couleurs | 4 294 967 296 couleurs |
| ---------------------- | ----------- | ------------ | --------------- | --------------- | ------------------- | ---------------------- |
| 640 × 480              | 150 Kio     | 300 Kio      | 563 Kio         | 600 Kio         | 900 Kio             | 1 200 Kio              |
| 800 × 600              | 235 Kio     | 469 Kio      | 879 Kio         | 938 Kio         | 1 407 Kio           | 1 875 Kio              |
| 1 024 × 768            | 384 Kio     | 768 Kio      | 1 440 Kio       | 1 536 Kio       | 2 304 Kio           | 3 072 Kio              |
| 1 280 × 1 024          | 640 Kio     | 1 280 Kio    | 2 400 Kio       | 2 560 Kio       | 3 840 Kio           | 5 120 Kio              |
| 1 600 × 1 200          | 938 Kio     | 1 875 Kio    | 3 516 Kio       | 3 750 Kio       | 5 625 Kio           | 7 500 Kio              |
| 1 920 × 1 080          | 1 012 Kio   | 2 025 Kio    | 3 797 Kio       | 4 050 Kio       | 6 075 Kio           | 8 100 Kio              |
| 3 840 x 2 160 (4K UHD) | 4 050 Kio   | 8 100 Kio    | 15 188 Kio      | 16 200 Kio      | 24 300 Kio          | 32 400 Kio             |

Cette indication est maintenant de peu d’intérêt car la mémoire vidéo d’une carte graphique est utilisée à de nombreuses fins. Elle permet entre autres de fluidifier l’affichage des vidéos ou encore de stocker les informations nécessaires à la synthèse d’images en 3D. Les systèmes d’exploitation modernes comme Windows Vista, Windows 7, Mac OS ou GNU/Linux requièrent tous trois une grande quantité de mémoire vidéo pour optimiser leur affichage. Quant aux jeux vidéo les plus récents, ils fonctionnent d’autant mieux que la quantité de mémoire vidéo est importante. En 2016, on trouve couramment des cartes graphiques équipées de 4 Gio de mémoire.

## Compatibilité
La carte graphique soulève toujours une question importante de compatibilité: l'écran noir figé entrave l'interaction entre l'ordinateur et son utilisateur réduisant d'autant la capacité d'utilisation de l'ordinateur en l'absence d'un pilote compatible à la fois avec la carte graphique, avec le système d'exploitation ou sa variante, et avec le bios (notion d'UEFI),,.
Cette compatibilité requiert un pilote de carte graphique adapté et configuré.

## Comparaison des cartes graphiques non intégrées compatibles PC fixes
| Année | AMD (ATI jusqu'en 2010)                                                                               | Nvidia (et 3dfx jusqu'en 2000)                                                                           | Intel Arc (depuis 2022) | Matrox                                                   | Videologic et ou STMicroelectronics                             |
| ----- | --- | --- | ----------------------- | -------------------------------------------------------- | --------------------------------------------------------------- |
| 1986  | Wonder MDA/CGA                                                                                        | |                         | SM-640                                                   |                                                                 |
| 1987  | Wonder EGA, Wonder VGA                                                                                | |                         |                                                          |                                                                 |
| 1991  | Mach 8                                                                                                | |                         |                                                          |                                                                 |
| 1992  | Mach 32                                                                                               | |                         |                                                          |                                                                 |
| 1993  | | |                         |                                                          | MGA Ultima, MGA Ultima Plus, MGA Impression, MGA Impression Pro |
| 1994  | Mach 64 CX, Mach 64 GX                                                                                | |                         | MGA Impression Plus                                      |                                                                 |
| 1995  | EXM321, Mach 64 CT, Mach 64 VT                                                                        | Nvidia NV1/STG2000/Diamond Edge 3D                                                                       |                         | MGA Millenium, Pulsar                                    | ?                                                               |
| 1996  | All-In-Wonder, 3D Rage, 3D Rage II, Mach 64 VT2                                                       | Voodoo Graphics                                                                                          |                         | Mystique                                                 | Power VR ou PCX1                                                |
| 1997  | 3D Rage Pro                                                                                           | Riva 128, Voodoo Rush                                                                                    |                         | élément, Millennium II, Mystique 220                     | Apocalypse 3Dx, Apocalypse 5D Sonic                             |
| 1998  | Rage XL, Rage 128 VR, Rage 128 GL, Rage 128 VR, Mach 64 VT4                                           | RIVA 128 ZX, Riva TNT, Voodoo2, Voodoo Banshee                                                           |                         | Millennium G200, Productiva G100, Productiva G100-Quad   | ?                                                               |
| 1999  | Rage 128 pro, Rage 128 Ultra, Rage Fury Maxx                                                          | Vanta, Riva TNT2, GeForce 256, Voodoo 3 1000, 2000, 3000 et 3500, Velocity 100, 200                      |                         | Millennium G400, Millennium G400 MAX, Millennium G200 LE | Power VR Kyro                                                   |
| 2000  | Radeon SDR, Radeon DDR, Radeon VE, All-in-Wonder Radeon                                               | GeForce 2 GTS, MX, MX 200, MX 400, Voodoo 4 4500, Voodoo 5 5000, 5500 et 6000                            |                         | Millennium G450, G200 MMS                                | 3D Prophet 4500, Power VR Kyro 2                                |
| 2001  | FireGL, Radeon 7000, 7200, 7500, 8500                                                                 | GeForce 3, Ti 200, Ti 500                                                                                |                         | Millennium G550                                          |                                                                 |
| 2002  | Imageon, Radeon 9000, 9100, 9500, 9700                                                                | GeForce 4 Ti, Ti 4200, Ti 4400, Ti 4600, Ti 4800                                                         |                         | Parhelia 512                                             |                                                                 |
| 2003  | Radeon 9200, 9600, 9800                                                                               | GeForce 5200, 5600, 5700, 5800, 5900                                                                     |                         | Millennium P650, P750                                    |                                                                 |
| 2004  | Radeon 9250, 9550, X300, X500, X600, X700, X800, X850                                                 | GeForce 4300, 5500, 5750, 5950, 6200, 6500, 6600, 6800                                                   |                         | QID LP PCIe                                              |                                                                 |
| 2005  | Radeon X1300, X1600, X1800                                                                            | GeForce 7800                                                                                             |                         |                                                          |                                                                 |
| 2006  | Radeon X1600, X1650, X1900, X1950                                                                     | GeForce 7100, 7200, 7300, 7500, 7600, 7700, 7900, 7950, 7950GX2, 8800                                    |                         |                                                          |                                                                 |
| 2007  | Radeon HD 2400, HD 2600, HD 2900, HD 3800                                                             | GeForce 8800, 8600, 8500, 8400, 8300                                                                     |                         | Millennium P690                                          |                                                                 |
| 2008  | Radeon HD3870X2, HD4550, HD4650 HD4670, HD4850, HD4870, HD4850X2, HD4870X2                            | GeForce 9200, 9300, 9400, 9500, 9600, 9800, GTX260, GTX280, 9800GX2, 9800 GTX                            |                         | M9120                                                    |                                                                 |
| 2009  | Radeon HD 4770, HD4890, HD 5750, HD 5770, HD 5850, HD 5870, HD 5970                                   | GeForce GTX260+, GTX275, GTX295, GTX 285, G210, GT220, GT240                                             |                         | M9148                                                    |                                                                 |
| 2010  | Radeon HD5450, HD5570, HD5670, HD5650, HD5750, HD5770, HD5850, HD5870, HD6850, HD6870, HD6950, HD6970 | GT 430 GTX 450 GTX 460 GTX 465 GTX 470 GTX 480 GTX 570 GTX 580                                           |                         |                                                          |                                                                 |
| 2011  | Radeon HD6990                                                                                         | GTX 550 Ti GTX 560 Ti GTX 570 GTX 580 GTX 590                                                            |                         |                                                          |                                                                 |
| 2012  | Radeon HD7970, HD7950, HD7770, HD7750, HD7850, HD7870                                                 | GT 610 GTX 650 GTX 650 Ti GTX 660 GTX 660 Ti GTX 670 GTX 680 GTX 690                                     |                         |                                                          |                                                                 |
| 2013  | Radeon HD7990,R9 290X/290, R9 280X/280, R9 270X/270, R7 265, R7 260X/260, R7 250X/250, R7 240X/240    | GTX 760 GTX 770 GTX 780 GTX 780 Ti GTX Titan                                                             |                         |                                                          |                                                                 |
| 2014  | R5 220 R5 235 R5 235X R5 240 R7 230 R9 295X2                                                          | GTX 750 GTX 750 Ti GTX 970 GTX 980 GTX Titan Black GTX Titan Z                                           |                         | C420, C680                                               |                                                                 |
| 2015  | R7 360 R7 370 R9 380 R9 390 R9 390X R9 Fury X                                                         | GTX 950 GTX 960 GTX 970 GTX 980 GTX 980 Ti GTX Titan X (Maxwell)                                         |                         |                                                          |                                                                 |
| 2016  | RX 460 RX 470 RX 480                                                                                  | GTX 1050 GTX 1050 Ti GTX 1060 GTX 1070 GTX 1080 GTX Titan X (Pascal)                                     |                         |                                                          |                                                                 |
| 2017  | RX 560 RX 570 RX 580 RX Vega 56 RX Vega 64                                                            | GT 1030 GTX 1070 Ti GTX 1080 Ti GTX Titan Xp (Pascal) GTX Titan V (Volta)                                |                         |                                                          |                                                                 |
| 2018  | RX 590                                                                                                | RTX 2060 RTX 2070 RTX 2080 RTX 2080 Ti                                                                   |                         |                                                          |                                                                 |
| 2019  | RX 5300 XT RX 5500 RX 5500 XT RX 5700 RX 5700 XT                                                      | GTX 1650 GTX 1650 Super GTX 1660 GTX 1660 Super GTX 1660 Ti RTX 2060 Super RTX 2070 Super RTX 2080 Super |                         |                                                          |                                                                 |
| 2020  | RX 5300 RX 5600 RX 5600 XT RX 6800 RX 6800 XT RX 6900 XT                                              | RTX 3060 RTX 3070 RTX 3080 RTX 3090                                                                      |                         |                                                          |                                                                 |
| 2021  | RX 6600 RX 6600 XT RX 6700 XT                                                                         | RTX 3060 Ti RTX 3070 Ti RTX 3080 Ti                                                                      |                         |                                                          |                                                                 |
| 2022  | RX 6400 RX 6500 XT RX 6650 XT RX 6750 XT RX 6850 XT RX 6950 XT RX 7900 XT RX 7900 XTX                 | GTX 1630 RTX 3050 RTX 3090 Ti RTX 4080 RTX 4090                                                          | A750 A770 A380          |                                                          |                                                                 |
| 2023  | RX 7600 RX 7900 GRE                                                                                   | RTX 4060 RTX 4060 Ti RTX 4070 Ti                                                                         |                         |                                                          |                                                                 |
| 2024  | RX 7600 XT                                                                                            | RTX 4070 Super RTX 4070 Ti Super RTX 4080 Super                                                          | B580                    |                                                          |                                                                 |
| 2025  | RX 9070 RX 9070 XT                                                                                    | RTX 5060 Ti RTX 5070 RTX 5070 Ti RTX 5080 RTX 5090                                                       | B570                    |                                                          |                                                                 |

## Acteurs
L’histoire des cartes graphiques ne se limite pas au seul duel AMD vs Nvidia. D’autres acteurs ont connu leur heure de gloire ; parmi eux peuvent être cités : S3 Graphics, Trident, Matrox, Cirrus Logic et SGI qui a fabriqué jusqu’en 2004 ses propres solutions graphiques destinées au monde professionnel. Sans oublier Intel qui, bien que perdant du terrain, livrait encore en avril 2010 la majorité des solutions graphiques pour PC dans le monde sous la forme de chipsets avec contrôleur graphique intégré. En 2012, Intel, avec sa gamme Ivy Bridge, lance le circuit graphique intégré HD4000. Dans le courant du dernier trimestre 2021, Intel annonce qu'elle proposera en 2022 ses propres cartes graphiques dédiées nommées Intel Arc (Alchemist, BattleMage, Celestial et Druid) basées sur l'architecture Xe initialement développée en tant que solution graphique intégrée aux processeurs Intel Core de 11e génération et rebaptisée Xe HPG (High Performance Graphics). La gamme Alchemist sera la première à être présentée au 1er trimestre 2022.
Toutefois, la prise en charge du pilote open source de carte graphique est inégale suivant le fabricant.